# Degerhamn
Degerhamn est une localité de Suède dans la commune de Mörbylånga située dans le comté de Kalmar.
Sa population était de 314 habitants en 2019.

## Histoire
Les origines de la ville sont liées au port, construit en 1892-1893 et amélioré en 1923-1924, qui servait de port d'embarquement pour le ciment, la chaux et le fer. Une station de pilotage y était également installée auparavant. 

## Industrie

### Production de ciment
En 1723, un moulin à alun a été fondé. Après quelques années, il a été déplacé sur le continent, bien que la matière première ait continué à être extraite à Degerhamn. En 1804, l'usine d'alun d'Öland a été établie au sud de la carrière d'ardoise de Lover et en 1841, la production d'alun de Lover a été transférée à Degerhamn. Vers 1885, les deux usines d'alun ont été rachetées par Ölands Cement AB, qui a construit une cimenterie au sud du port. À cette époque, la combustion de la chaux a également commencé à Degerhamns Kalkbruk, au nord du port, et en 1920, la production de briques de schiste calcaire a également commencé.
En 1933, les installations d'AB Degerhamns Kalkbruk ont été rachetées par Ölands Cement AB et, depuis lors, la cimenterie est la seule industrie active dans la région. Cette société a été rachetée par Cementa AB, qui est devenue en 1996 la société suédo-norvégienne Scancem AB, laquelle a été rachetée par la société allemande Heidelberg Cement en 1999.
Dans les années 1980, la cimenterie employait une centaine de personnes, et en 2018, 75. La fermeture était déjà prévue pour la fin de l'année 1983, mais la production de ciment et de clinker s'est poursuivie jusqu'en avril 2019. Le port privé a subsisté après la fermeture de l'usine par Heidelberg Cement. 